# Фиссо, Эмиль
Эмиль Фиссо (фр. Émile Fisseux; 15 февраля 1868, Париж — ?) — французский стрелок из лука, бронзовый призёр летних Олимпийских игр 1900.
На Играх 1900 в Париже Фиссо соревновался только в классе «Кордон доре» на 50 м и занял в этом состязании третье место с 28 очками, выиграв бронзовую медаль.
Также он участвовал в летних Олимпийских играх 1908 в Лондоне в стрельбе континентальным стилем. Набрав 185 баллов, Фиссо стал 13-м.